# 湯加國家足球隊
湯加國家足球隊是大洋洲島國湯加的國家足球代表隊，由湯加足球協會管理，現時屬於國際足協及大洋洲足協成員國之一。1979年8月29日進行首場國際賽，最終以0比8不敵大溪地。湯加至今仍未參加過任何國際大賽，無論在世界盃及大洋洲國家盃未能在外圍賽階段取得出線資格，2002年世界盃外圍賽，湯加更以0-22慘敗給澳洲 。湯加只曾經參與過幾屆南太平洋運動會足球比賽，亦曾經參加過已經停辦的玻里尼西亞盃。

## 世界盃成績
| 年份   | 成績       | 外圍賽紀錄 | 外圍賽紀錄 | 外圍賽紀錄 | 外圍賽紀錄 | 外圍賽紀錄 | 外圍賽紀錄 |
| 年份   | 成績       | 賽         | 勝         | 和         | 負         | 入球       | 失球       |
| ------ | ---------- | ---------- | ---------- | ---------- | ---------- | ---------- | ---------- |
| 1930年 | 沒有參與   | 沒有參與   | 沒有參與   | 沒有參與   | 沒有參與   | 沒有參與   | 沒有參與   |
| 1934年 | 沒有參與   | 沒有參與   | 沒有參與   | 沒有參與   | 沒有參與   | 沒有參與   | 沒有參與   |
| 1938年 | 沒有參與   | 沒有參與   | 沒有參與   | 沒有參與   | 沒有參與   | 沒有參與   | 沒有參與   |
| 1950年 | 沒有參與   | 沒有參與   | 沒有參與   | 沒有參與   | 沒有參與   | 沒有參與   | 沒有參與   |
| 1954年 | 沒有參與   | 沒有參與   | 沒有參與   | 沒有參與   | 沒有參與   | 沒有參與   | 沒有參與   |
| 1958年 | 沒有參與   | 沒有參與   | 沒有參與   | 沒有參與   | 沒有參與   | 沒有參與   | 沒有參與   |
| 1962年 | 沒有參與   | 沒有參與   | 沒有參與   | 沒有參與   | 沒有參與   | 沒有參與   | 沒有參與   |
| 1966年 | 沒有參與   | 沒有參與   | 沒有參與   | 沒有參與   | 沒有參與   | 沒有參與   | 沒有參與   |
| 1970年 | 沒有參與   | 沒有參與   | 沒有參與   | 沒有參與   | 沒有參與   | 沒有參與   | 沒有參與   |
| 1974年 | 沒有參與   | 沒有參與   | 沒有參與   | 沒有參與   | 沒有參與   | 沒有參與   | 沒有參與   |
| 1978年 | 沒有參與   | 沒有參與   | 沒有參與   | 沒有參與   | 沒有參與   | 沒有參與   | 沒有參與   |
| 1982年 | 沒有參與   | 沒有參與   | 沒有參與   | 沒有參與   | 沒有參與   | 沒有參與   | 沒有參與   |
| 1986年 | 沒有參與   | 沒有參與   | 沒有參與   | 沒有參與   | 沒有參與   | 沒有參與   | 沒有參與   |
| 1990年 | 沒有參與   | 沒有參與   | 沒有參與   | 沒有參與   | 沒有參與   | 沒有參與   | 沒有參與   |
| 1994年 | 沒有參與   | 沒有參與   | 沒有參與   | 沒有參與   | 沒有參與   | 沒有參與   | 沒有參與   |
| 1998年 | 外圍賽出局 | 4          | 2          | 0          | 2          | 3          | 13         |
| 2002年 | 外圍賽出局 | 4          | 2          | 0          | 2          | 7          | 30         |
| 2006年 | 外圍賽出局 | 4          | 1          | 0          | 3          | 2          | 17         |
| 2010年 | 外圍賽出局 | 4          | 1          | 0          | 3          | 6          | 10         |
| 2014年 | 外圍賽出局 | 3          | 1          | 1          | 1          | 4          | 4          |
| 2018年 | 外圍賽出局 | 3          | 0          | 0          | 3          | 1          | 8          |
| 2022年 | 放棄參賽   | 放棄參賽   | 放棄參賽   | 放棄參賽   | 放棄參賽   | 放棄參賽   | 放棄參賽   |
| 總結   |            | 22         | 7          | 1          | 14         | 23         | 82         |

### 比賽紀錄
1998年世界盃外圍賽
| 比賽階段           | 日期           | 地點                 | 對手       | 比數    |
| ------------------ | -------------- | -------------------- | ---------- | ------- |
| 第一圈分組賽       | 1996年11月11日 | 湯加，努庫阿洛法     | 庫克群島   | 勝 2－0 |
| 第一圈分組賽       | 1996年11月15日 | 湯加，努庫阿洛法     | 西薩摩亞   | 勝 1－0 |
| 第一圈附加賽首回合 | 1997年2月15日  | 湯加，努庫阿洛法     | 所罗门群岛 | 負 0－4 |
| 第一圈附加賽次回合 | 1997年2月15日  | 所羅門群島，霍尼亞拉 | 所罗门群岛 | 負 0－9 |

該次是湯加首次參加世界盃外圍賽，他們在第一圈分組賽與庫克群島及西薩摩亞同組，最終以兩戰全勝晉級附加賽。在附加賽階段湯加總比數以0－9不敵所羅門群島出局。
2002年世界盃外圍賽
| 比賽階段     | 日期          | 地點           | 對手       | 比數     |
| ------------ | ------------- | -------------- | ---------- | -------- |
| 第一圈分組賽 | 2001年4月7日  | 澳洲，考夫斯港 | 萨摩亚     | 勝 1－0  |
| 第一圈分組賽 | 2001年4月9日  | 澳洲，考夫斯港 |            | 負 0－22 |
| 第一圈分組賽 | 2001年4月14日 | 澳洲，考夫斯港 | 美属萨摩亚 | 勝 5－0  |
| 第一圈分組賽 | 2001年4月16日 | 澳洲，考夫斯港 | 斐济       | 負 1－8  |

湯加在第一圈分組賽與薩摩亞、澳洲、美屬薩摩亞及斐濟同組，最終以2勝2負的成績於分組賽排名第三無緣出線。
2006年世界盃外圍賽
| 比賽階段     | 日期          | 地點                 | 對手           | 比數    |
| ------------ | ------------- | -------------------- | -------------- | ------- |
| 第一圈分組賽 | 2004年5月10日 | 所羅門群島，霍尼亞拉 | 所罗门群岛     | 負 0－6 |
| 第一圈分組賽 | 2004年5月15日 | 所羅門群島，霍尼亞拉 | 庫克群島       | 勝 2－1 |
| 第一圈分組賽 | 2004年5月17日 | 所羅門群島，霍尼亞拉 | 法屬玻里尼西亞 | 負 0－2 |
| 第一圈分組賽 | 2004年5月19日 | 所羅門群島，霍尼亞拉 | 新喀里多尼亞   | 負 0－8 |

湯加在第一圈分組賽與所羅門群島、庫克群島、大溪地及新喀里多尼亞同組，最終以1勝3負的成績於分組賽排名第四無緣出線。
2010年世界盃外圍賽（2007年南太平洋運動會足球比賽）
| 比賽階段     | 日期          | 地點                 | 對手       | 比數    |
| ------------ | ------------- | -------------------- | ---------- | ------- |
| 第一圈分組賽 | 2007年8月27日 | 薩摩亞，阿皮亞       | 所罗门群岛 | 負 0－4 |
| 第一圈分組賽 | 2007年8月29日 | 薩摩亞，阿皮亞       | 萨摩亚     | 負 1－2 |
| 第一圈分組賽 | 2007年9月1日  | 薩摩亞，阿皮亞       | 美属萨摩亚 | 勝 4－0 |
| 第一圈分組賽 | 2007年9月3日  | 所羅門群島，霍尼亞拉 |            | 負 1－4 |

湯加在第一圈分組賽與所羅門群島、薩摩亞、美屬薩摩亞及瓦努阿圖同組，最終以1勝3負的成績於分組賽排名第四無緣出線。
2014年世界盃外圍賽
| 比賽階段     | 日期           | 地點           | 對手       | 比數    |
| ------------ | -------------- | -------------- | ---------- | ------- |
| 第一圈分組賽 | 2011年11月22日 | 薩摩亞，阿皮亞 | 美属萨摩亚 | 負 1－2 |
| 第一圈分組賽 | 2011年11月24日 | 薩摩亞，阿皮亞 | 萨摩亚     | 和 1－1 |
| 第一圈分組賽 | 2007年9月1日   | 薩摩亞，阿皮亞 | 庫克群島   | 勝 2－1 |

2018年世界盃外圍賽
| 比賽階段     | 日期          | 地點             | 對手       | 比數    |
| ------------ | ------------- | ---------------- | ---------- | ------- |
| 第一圈分組賽 | 2015年8月31日 | 湯加，努库阿洛法 | 庫克群島   | 負 0－3 |
| 第一圈分組賽 | 2015年9月2日  | 湯加，努库阿洛法 | 美属萨摩亚 | 負 1－2 |
| 第一圈分組賽 | 2015年9月4日  | 湯加，努库阿洛法 | 萨摩亚     | 負 0－3 |

2022年世界盃外圍賽
| 比賽階段 | 日期          | 地點         | 對手     | 比數     |
| -------- | ------------- | ------------ | -------- | -------- |
| 資格賽   | 2022年3月13日 | 卡塔尔，多哈 | 庫克群島 | 放棄參賽 |

## 大洋洲國家盃成績
- 1973年 - 未有參與
- 1980年 - 未有參與
- 1996年 至 2012年 - 外圍賽

## 南太平洋運動會成績
- 1963年 - 沒有參賽
- 1966年 - 沒有參賽
- 1969年 - 沒有參賽
- 1971年 - 沒有參賽
- 1975年 - 沒有參賽
- 1979年 - 第一圈
- 1983年 - 第一圈
- 1987年 - 沒有參賽
- 1991年 - 沒有參賽
- 1995年 - 沒有參賽
- 2003年 - 第一圈
- 2007年 - 第一圈
- 2011年 - 沒有參賽

1. ↑  . FIFA. 2024年12月19日  [2024年12月19日].
2. ↑  Elo rankings change compared to one year ago. . eloratings.net. 2025年3月7日  [2025年3月7日].